# 제앙 카를루스 돈데
제앙 카를루스 돈데(포르투갈어: Jean Carlos Dondé, 1983년 8월 12일 ~ )는 브라질의 전 축구 선수이다.

## 클럽 경력
페예노르트에서 임대되어 2007년까지 플루미넨시에서 뛰었고, 2007년 아스테라스 트리폴리스로 이적했다. 이후 아틀레티코 파라나엔세로 팀을 옮겼다.
2011년 3월 16일, 성남 일화 천마에 입단했다. 주 포지션은 왼쪽 측면 공격수다. 신태용 감독은 “왼발킥이 좋고 브라질 선수답게 드리블을 바탕으로 한 돌파가 좋은 선수다. 지난해 파브리시오와 비슷한 타입이라고 할 수 있다. 공수 균형이 좋은 것도 장점이다”라고 까를로스의 기량을 높이 평가하며 영입을 기뻐했다. 그러나 한국에 오기 직전에 부상을 당해 세 경기에만 출장에 그쳤다. 짧은 계약 기간과 부상 때문에 방출당하였다.